# Hinrich Bomhauer
Hinrich Bomhauer (auch: Hinrick Bomhauer und Henrich Bomhauer sowie Heinrich Bomhauer; geboren vor 1535; gestorben 23. November 1553 in Hannover) war ein hannoverscher Kommunalpolitiker. Er spielt als Ratsherr eine Rolle des zur Zeit der Reformation im Jahr 1533 in der Marktkirche angesiedelten Theaterstückes Aufruhr in der Marktkirche.

## Leben
Hinrick Bomhauer war der erste Bürgermeister Hannovers aus der Meinheit nach der Reformation. Als solcher wirkte er ab 1535 bis zu seinem Tod rund 18 Jahre. Sein Nachfolger wurde Friedrich von Waida († 1556).

## Bomhauerstraße
Die 1994 im hannoverschen Stadtteil Kleefeld nördlich der Berckhusenstraße angelegte Bomhauerstraße wurde nach dem 1553 verschiedenen Bürgermeister benannt.